# Железнодорожная мания
Железнодорожная мания (англ. Railway Mania) — спекулятивный пузырь в Великобритании в 1840-х годах.
Мания следовала по стандартному пути: чем выше росла цена железнодорожных акций, тем больше в них вкладывались спекулянты, вплоть до обвала. Мания достигла своего пика в 1846 году, когда парламент Великобритании принял 272 решения о создании новых железнодорожных компаний, а общая протяженность проектируемых железных дорог достигла 15 300 км. Около трети одобренных дорог так и не были построены либо из-за банкротства компаний с непроработанным финансовым планом, либо из-за их выкупа более крупными конкурентами до начала строительства линии, либо оказались мошенническими организациями, переводившими средства в другой бизнес.

## История
В 1803 году появился первый паровоз, построенный механиком Ричардом Тревитиком. Его затея не была поддержана предпринимателями, которые могли инвестировать в это деньги, поэтому изобретатель со временем разорился. Механик Джордж Стефенсон получил заказ на строительство локомотива на одной из шахт близ Ньюкасла. В 1815 году был построен его первый паровоз. А в 1830 году — закончилось строительство первой железной дороги между Ливерпулем и Манчестером. Это событие имело важное стратегическое значение, так как Ливерпуль был важным морским портом, а Манчестер — индустриальным центром. После этого Стефенсон получил предложение построить дорогу от Манчестера до Лондона.

## Причины

Картина первого путешествия по железной дороге Ливерпуль — Манчестер

Первая в Великобритании (и в мире) современная междугородняя железная дорога Ливерпуль — Манчестер (L&M), открытая в 1830 году, стала чрезвычайно успешной в перевозках пассажиров и грузов. Однако в конце 1830-х — начале 1840-х годов британская экономика была на спаде. Процентная ставка росла, что делало более привлекательным инвестиции в государственные облигации, основный ресурс инвестиций того времени, а политическая и социальная нестабильность отпугивала банки и бизнес от инвестирования крупных средств, необходимых для строительства железных дорог (L&M обошлась в 637 000 фунтов стерлингов (£51 840 000 в ценах 2013 года).
Тем не менее к середине 1840-х экономика значительно выросла, а промышленность стала вновь расти. Банк Англии урезал ставки, сделав облигации менее привлекательным объектом инвестиций, что привело к росту акций уже существующих железнодорожных компаний, поскольку те перевозили всё больше и больше грузов и людей, привлекая внимание потенциальных инвесторов к новым проектам.
Одним из важнейших факторов стало и выросшее количество инвесторов. Индустриальная революция начала создавать средний класс. Если раньше новые начинания опирались на небольшое количество банков, бизнесменов и богатой знати при поиске инвестиций, будущие железные дороги помимо них имели большой пласт образованного населения с накоплениями, доступными для инвестиций. В 1825 году правительство отменило «акт о пузырях», появившийся после пузыря компании Южных морей в 1720 году, который серьёзно ограничивал создание новых организаций, и, что существенно, ограничивал размер акционерного общества до 5 владельцев. С исчезновением этих ограничений практически любой мог инвестировать (и рассчитывать на прибыль) в новые компании, а железнодорожные компании считались беспроигрышным вариантом. Новые медиа (газеты) и появление современного рынка ценных бумаг дал возможность рекламы компаний и лёгкий доступ населения к инвестированию. Акции можно было купить, внеся лишь 10 % депозит, с правом компании потребовать остальное в любой время. Железные дороги столь активно рекламировались в качестве беспроигрышного варианта, что тысячи инвесторов небольшого достатка выкупили существенную часть акций, при этом имея средства только для депозита. Многие семьи вложили все свои средства в многообещающие железнодорожные компании, и многие потеряли всё, когда пузырь схлопнулся, и компании потребовали оставшуюся часть.
Британское правительство поводило политику «laissez-faire» с практическим полным отсутствием регулирования железных дорог. Компании должны были подавать билль в парламент, чтобы получить право на землю для линии, которая указывалась в проекте железной дороги, однако не было никаких ограничений по количеству компаний и никаких реальных проверок финансовой состоятельности будущей линии. Любой мог создать компанию, собрать инвестиции и подать билль. Поскольку многие члены парламента были значительными инвесторами в этих компаниях, билли очень редко не проходили согласования во время пика Мании в 1846 году, хотя парламент всё же не пропускал откровенно обманный или невозможные для постройки проекты — в пик Мании было несколько проектов «прямых» дорог, проходящих огромными прямыми линиями через поля, которые было бы очень тяжело построить, и на которых было бы практически невозможно работать паровозам того времени.

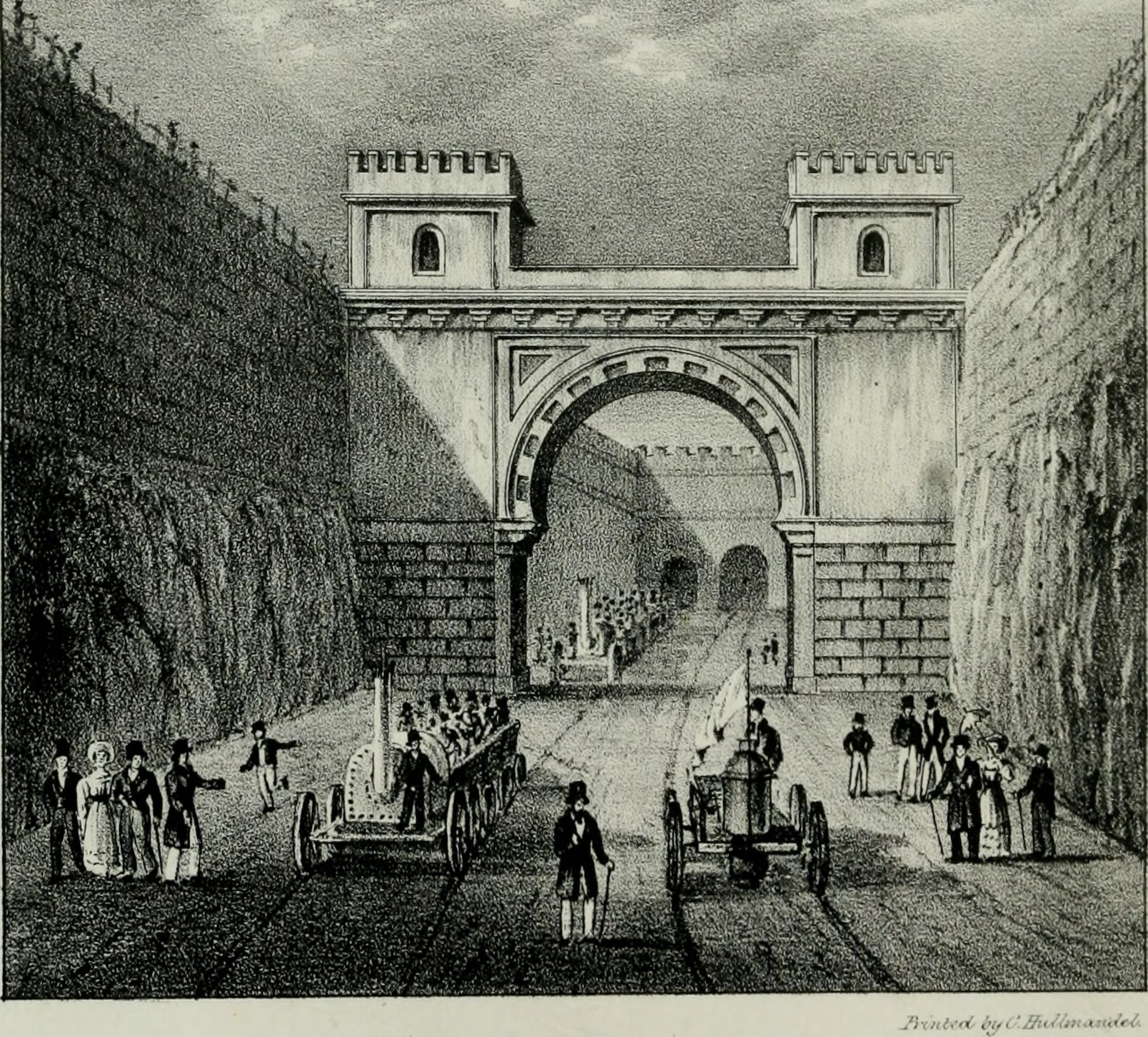
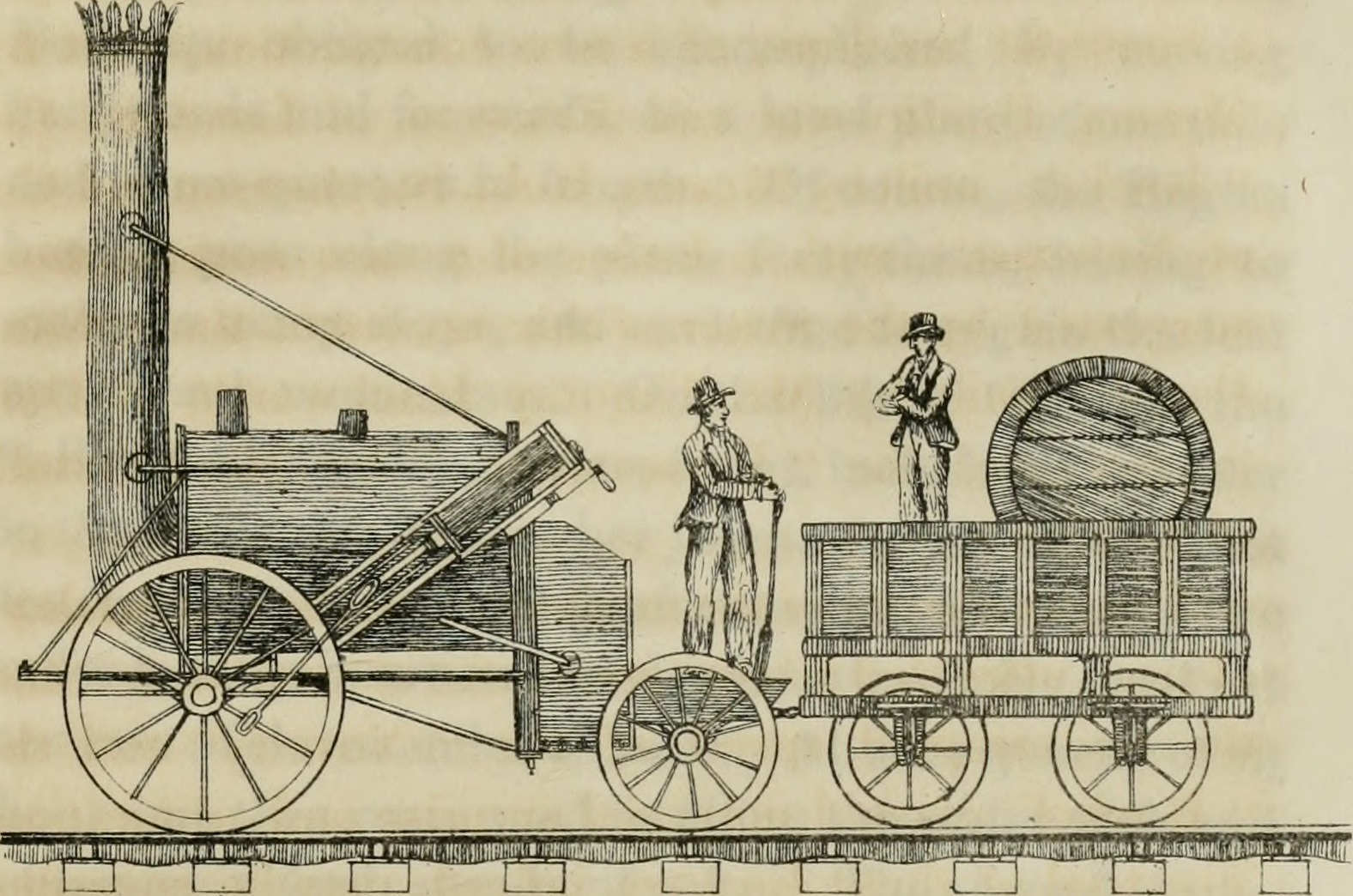
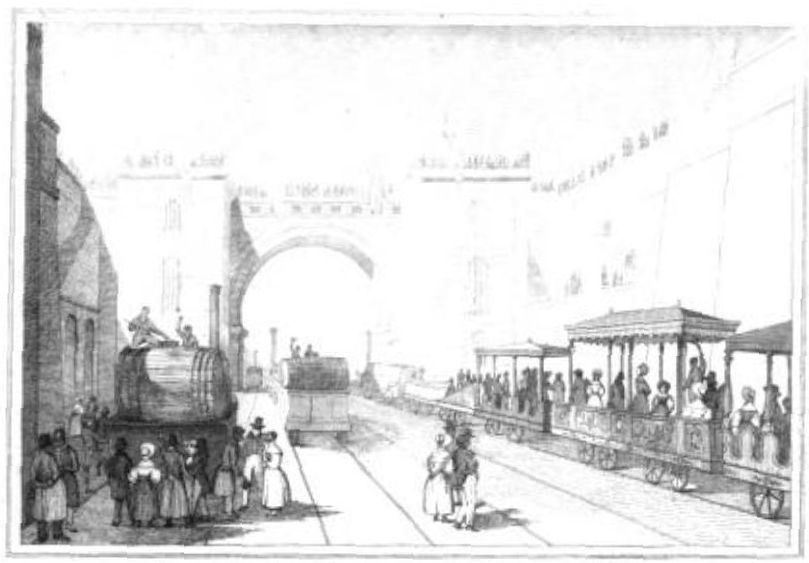
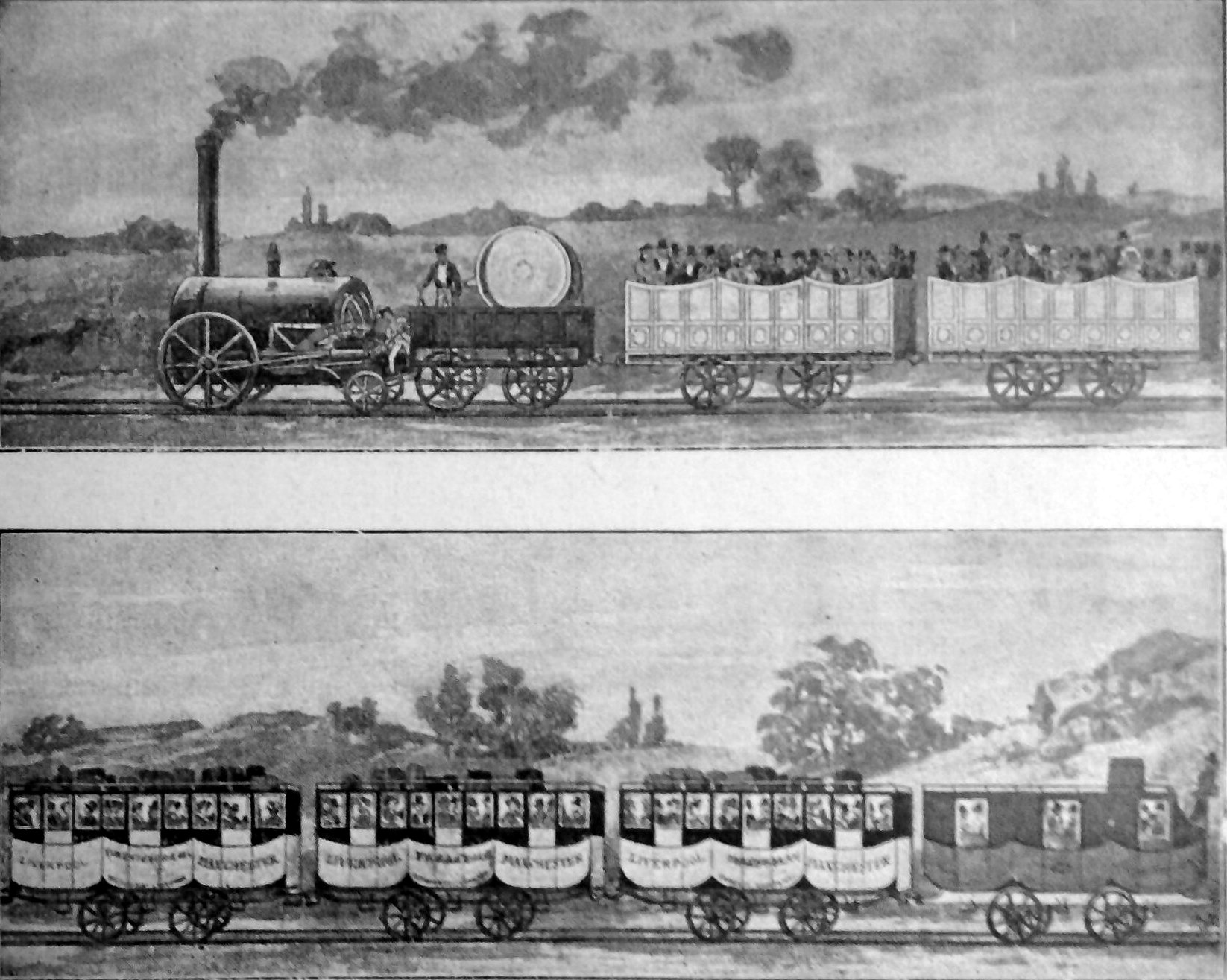
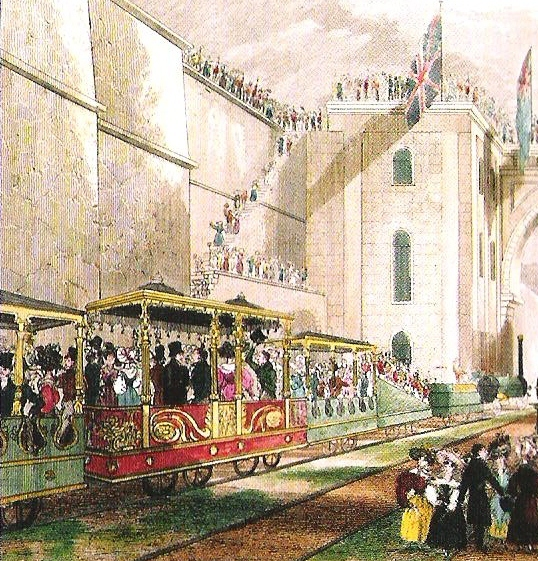

## Конец «мании»

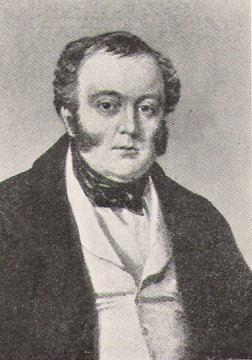
Джордж Хадсон, объединивший многие малые дороги в большие маршруты, но в итоге обанкротившийся

В конце 1845 года предприниматели, которые занимались развитием железных дорог, были вынуждены начать соблюдать новое законодательство в этой сфере. Правительство приняло решение, согласно которому акционерные компании, которые планировали строить железные дороги, вначале должны были депонировать в казначейство часть капитала, который они собирались потратить на строительные нужды.
На конец 1845 года, по разным данным, было зарегистрировано от 1112 до 1428 железнодорожных компаний. Они планировали сделать от 350 до 700 миллионов фунтов инвестиций, но в действительности было собрано 48 миллионов фунтов.
Как и другие спекулятивные пузыри, железнодорожная мания стала саморазвивающейся, основываясь лишь на сверхоптимистичных спекуляциях. Как только десятки компании приступили к работе, и несостоятельность их функционирования стала очевидна, инвесторы начали понимать, что далеко не все железные дороги столь выгодны и легки в постройке, как они верили. К тому же в конце 1845 года Банк Англии поднял процентную ставку, в результате чего банки стали реинвестировать в облигации. Деньги начали утекать из железнодорожных акций, тормозя спекулятивный бум. Рост цен на акции стал терять динамику, а затем и вовсе остановился. Как только началось падение, инвестиции прекратились буквально за одну ночь, оставив большое число компаний без финансирования и огромное число инвесторов без шансов возврата каких-либо инвестиций. Более крупные компании, например, Great Western Railway и зарождающаяся Midland Railway начали скупать стратегические обанкротившиеся линии для расширения своей сети. Эти линии покупались лишь за малую толику их реальной цены, поскольку инвесторы ставились перед выбором: продать акции по заниженной стоимости или полностью потерять инвестиции.
Экономический цикл активно развивался, и бум, создавший условия для железнодорожной мании, стал охлаждаться, перейдя в спад. Количество новых железных дорог сократилось практически до нуля в конце 1840-х — начале 1850-х годов, а редкие новые линии строились уже крупными компаниями. Экономический подъём 1850-х и 1860-х годов принёс новый рост строительства, однако оно никогда не достигло и малой части размаха «мании» — частично благодаря более внимательному контролю со стороны государства (лицензии на строительство выдавались парламентом), частично благодаря более аккуратным инвесторам, частично благодаря достижению зрелости железнодорожной сети страны, с почти отсутствующими белыми пятнами на карте, как это было в 1840-х годах.

## Результаты
В отличие от многих экономических пузырей, железнодорожная мания принесла реальный ощутимый результат от всех потраченных инвестиций — систему железных дорог Великобритании, хоть и по немного завышенной цене. Среди непрактичных, сверхамбициозных и мошеннических проектов, появившихся в ходе Мании, было также и много полезных базовых маршрутов. Эти проекты требовали огромных вложений, которые требовалось привлекать у частных компаний. Ажиотаж во время Мании стимулировал людей инвестировать столь необходимые средства, чего они не стали бы делать до или после Мании. Даже те маршруты, которые обанкротились во время Мании, стали прибыльными, когда перешли во владение более крупных конкурентов. В общей сложности по проектам, одобренным в 1844—1846 годах, было построено более 10 тыс. км дорог (для сравнения, современная сеть Великобритании — 18 тыс. км).